# Rebekka Alexandra Klein
Rebekka Alexandra Klein (* 1980 in Halle (Saale)) ist eine deutsche evangelische Theologin und seit 2024 Professorin für Systematische Theologie an der Goethe-Universität Frankfurt am Main. Von 2017 bis 2024 war sie Professorin für Systematische Theologie mit Schwerpunkt Ökumene und Dogmatik an der Ruhr-Universität Bochum.

## Leben und Wirken
Nach dem Abitur an der Latina August Hermann Francke studierte Rebekka Klein Evangelische Theologie in Halle (Saale), Zürich und Marburg bei Ulrich Barth, Klaus Tanner, Ingolf U. Dalferth, Johannes Fischer, Philipp Stoellger und Dietrich Korsch. Sie schloss ihr Studium 2005 in Marburg ab. Bis 2008 arbeitete sie als Forschungsassistentin der Universität Zürich am interdisziplinären Forschungszentrum „Foundations of Human Social Behaviour: Altruism and Egoism“ unter der Leitung des Neuroökonomen Ernst Fehr und der Neuropsychologin Tania Singer. Zugleich war sie Tutorin am Masterkurs 'Advanced Studies in Applied Ethics' der Universität Zürich unter Leitung von Barbara Bleisch. Am Institut für Hermeneutik und Religionsphilosophie der Universität Zürich schloss sie 2009 bei Ingolf U. Dalferth ihre Promotion mit einer Arbeit zu Altruismus, Nächstenliebe und Prosozialität ab. Es folgte eine Assistenz am Lehrstuhl für Ethik bei Klaus Tanner an der Ruprecht-Karls-Universität Heidelberg sowie ab 2011 ein Dilthey Fellowship der Volkswagenstiftung für die Leitung des Projekts „Prekäre Souveränität: Dekonstruktion und Kritik einer Grundfigur der Politischen Theologie“ an der Martin-Luther-Universität Halle-Wittenberg. 2015 habilitierte sie sich am Institut für Bildtheorie der Theologischen Fakultät der Universität Rostock mit einer Arbeit zur Politischen Theologie und Souveränitätslehre. Nach der Vertretung der Professur für Dogmatik und Religionsphilosophie  an der Ruprecht-Karls-Universität Heidelberg nahm sie 2017 den Ruf auf die Professur für Ökumene und Dogmatik an der Ruhr-Universität Bochum an. Seit 2024 ist sie Professorin für Systematische Theologie an der Goethe-Universität Frankfurt am Main.
Für ihre Forschungsarbeit wurde sie 2009 mit dem Karl-Heim-Preis und 2019 mit dem Hanns-Lilje Wissenschaftspreis für Freiheit und Verantwortung ausgezeichnet.
Klein ist Mitherausgeberin der Berliner Theologischen Zeitschrift sowie der Reihe „Ecumenical Studies“ im LIT-Verlag.
Seit 2016 ist Klein Mitglied der Kammer für Öffentliche Verantwortung der Evangelischen Kirche in Deutschland.
Schwerpunkte ihrer Forschungstätigkeit sind Anthropologie, Sozialethik und Politische Theologie.

## Publikationen (Auswahl)
- Depotenzierung der Souveränität. Religion und politische Ideologie bei Claude Lefort, Slavoj Žižek und Karl Barth. Tübingen 2016, ISBN 978-3-16-154353-1
- Sociality as the Human Condition. Anthropology in Economic, Philosophical and Theological Perspective. Leiden 2011, ISBN 978-90-04-19199-0